# ضربة جزاء (فلم)
فيلم مصري تم عرضه في مصر بتازيخ 2 مارس 1995

## قصة الفيلم
من الافلام المصرية التي عرضت بتازيخ 2 مارس 1995
وهو من تاليف سمير الجمل وإخراج أشرف فهمي وتدور احداثه حول سيد العتر ويقوم بدوره الفنان كمال الشناوي وهو يممل مدرس وينتقل بعدها رئيس إحدى النوادي، ويتعرف هناك على نرجس التي تقوم بدورها الفنانة فيفي عبده التي تعمل في الدعارة ليحولها إلى راقصة شرقية مشهورة، وترد له الجميل بأن تسدد له شيكات بدون رصيد مقابل أن يتزوجا.

## طاقم الفيلم

### أبطال الفيلم
| التسلسل | اسم الممثل      | الدور                          |
| ------- | --------------- | ------------------------------ |
| 1       | كمال الشناوي    | (سيد العتر)                    |
| 2       | فيفي عبده       | (نرجس)                         |
| 3       | وحيد سيف        | (شفيق محامي سيد العتر)         |
| 4       | محمود قابيل     | (عماد سعد القاضي وحكم مباريات) |
| 5       | عمرو قنديل      |                                |
| 6       | ناهد جبر        | (زوجة عماد سعد )               |
| 7       | عفاف رشاد       | (سناء)                         |
| 8       | هانم محمد       | (ام نرجس)                      |
| 9       | شمس             | (رانيا بنت عماد سعد)           |
| 10      | وسام حمدي       | (ابن عماد سعد)                 |
| 11      | حسني عبدالجليل  | (زوج ام نرجس)                  |
| 12      | علية الجباس     | (المعلمة قشطة)                 |
| 13      | محمود طوبار     |                                |
| 14      | حمدي يوسف       | (المستشار في المحكمة)          |
| 15      | محمد شرف        | (زينهم)                        |
| 16      | ليلى جمال       | (زوجة سيد العتر)               |
| 17      | وليد صلاح الدين |                                |
| 18      | حلمي الغمراوي   |                                |
| 19      | محمد صلاح       |                                |
| 20      | محمد توفيق      |                                |

### الصوت
| التسلسل | الصوت            | الدور            |
| ------- | ---------------- | ---------------- |
| 1       | مجدي كامل        | (مهندس الصوت)    |
| 2       | محمد رضا         | (مسجل الحوار)    |
| 3       | سمير أبو الحلجان | (م. مسجل الحوار) |
| 4       | جليلة الحريري    | (م. صوت )        |
| 5       | أنور حنفي        | (مساعد صوت)      |
| 6       | كميل صبحي        | (م. صوت )        |
| 7       | خالد المغربي     | (مؤثرات صوتية)   |

### مكياج
| التسلسل | مكياج           | الدور          |
| ------- | --------------- | -------------- |
| 1       | إمام رمضان      | (ماكيير)       |
| 2       | محمد عشوب       | (ماكيير)       |
| 3       | حسام الجزار     | (مساعد ماكيير) |
| 4       | محمد عبد الحميد | (مساعد ماكيير) |
| 5       | فؤاد كامل       | (كوافير)       |

### الإخراج
| التسلسل | الإخراج          | الدور            |
| ------- | ---------------- | ---------------- |
| 1       | أشرف فهمي        | (مخرج)           |
| 2       | محمود عبد الشافي | (مساعد مخرج أول) |
| 3       | محمد الكيلاني    | (كلاكيت)         |
| 4       | أحمد سليم        | (سكريبت)         |
| 5       | خالد السكران     | (سكريبت)         |

### مونتاج
| التسلسل | مونتاج        | الدور         |
| ------- | ------------- | ------------- |
| 1       | عنايات السايس | (مونتير)      |
| 2       | ليلى السايس   | (نيجاتيف)     |
| 3       | ياسر أحمد     | (مركب الفيلم) |

### الإنتاج
| التسلسل | الإنتاج         | الدور           |
| ------- | --------------- | --------------- |
| 1       | أفلام أشرف فهمى | (منتج)          |
| 2       | إبراهيم المشنب  | (المنتج المنفذ) |
| 3       | فرج سعد الدين   | (مدير الإنتاج)  |

### المعمل
| التسلسل | المعمل                                                 | الدور              |
| ------- | ------------------------------------------------------ | ------------------ |
| 1       | مصر للإستوديوهات والإنتاج السينمائي (مصر للاستوديوهات) | (الطبع والتحميض)   |
| 2       | أبو علم                                                | (مدير عام المعامل) |
| 3       | محمد مميش                                              | (مصحح الألوان)     |

### تصوير
| التسلسل | تصوير      | الدور          |
| ------- | ---------- | -------------- |
| 1       | إيهاب طاهر | (مصور)         |
| 2       | قدري نصر   | (م. مصور)      |
| 3       | بدوى تركى  | (مدير التصوير) |

### فوتوغرافيا
| التسلسل | فوتوغرافيا   | الدور             |
| ------- | ------------ | ----------------- |
| 1       | محمد قناوي   | (مصور فوتوغرافيا) |
| 2       | محمد إبراهيم | (مصور فوتوغرافي)  |

### أدوار متعددة
| التسلسل | أدوار متعددة                     | الدور                        |
| ------- | -------------------------------- | ---------------------------- |
| 1       | مصر للتوزيع ودور العرض السينمائي | (موزع)                       |
| 2       | محمد البنا                       | (موسيقى تصويرية)             |
| 3       | سمير الجمل                       | (قصة وسيناريو وحوار)         |
| 4       | أحمد تركي                        | (ريجيسير)                    |
| 5       | الشحري                           | (المؤثرات المرئية والعناوين) |
| 6       | طارق خورشيد                      | (إكسسوار)                    |

## وصلات خارجية
- مقالات تستعمل روابط فنية بلا صلة مع ويكي بيانات
- فيلم صربة جزاء على موقع كاروهات
- فيلم ضربة جزاء على موقع سونجاتك
- فيلم ضربة جزاء على موقع سمعها